# Grand Prix Brazílie 1973
Grand Prix Brazílie 1973 (oficiálně II Grande Prêmio do Brasil) se jela na okruhu Autódromo José Carlos Pace v São Paulo v Brazílii dne 11. února 1973. Závod byl druhým v pořadí v sezóně 1973 šampionátu Formule 1.

## Kvalifikace
| Poř.   | No. | Jezdec               | Konstruktér       | Čas    | Ztráta | Pořadí na startu |
| ------ | --- | -------------------- | ----------------- | ------ | ------ | ---------------- |
| 1      | 2   | Ronnie Peterson      | Lotus-Ford        | 2:30.5 | —      | 1                |
| 2      | 1   | Emerson Fittipaldi   | Lotus-Ford        | 2:30.7 | +0.2   | 2                |
| 3      | 9   | Jacky Ickx           | Ferrari           | 2:32.0 | +1.5   | 3                |
| 4      | 14  | Clay Regazzoni       | BRM               | 2:32.4 | +1.9   | 4                |
| 5      | 7   | Denny Hulme          | McLaren-Ford      | 2:32.7 | +2.2   | 5                |
| 6      | 6   | Carlos Pace          | Surtees-Ford      | 2:32.7 | +2.2   | 6                |
| 7      | 17  | Carlos Reutemann     | Brabham-Ford      | 2:32.9 | +2.4   | 7                |
| 8      | 3   | Jackie Stewart       | Tyrrell-Ford      | 2:33.3 | +2.8   | 8                |
| 9      | 4   | François Cevert      | Tyrrell-Ford      | 2:33.4 | +2.9   | 9                |
| 10     | 15  | Jean-Pierre Beltoise | BRM               | 2:33.5 | +3.0   | 10               |
| 11     | 18  | Wilson Fittipaldi    | Brabham-Ford      | 2:34.3 | +3.8   | 11               |
| 12     | 8   | Peter Revson         | McLaren-Ford      | 2:34.3 | +3.8   | 12               |
| 13     | 16  | Niki Lauda           | BRM               | 2:35.1 | +4.6   | 13               |
| 14     | 5   | Mike Hailwood        | Surtees-Ford      | 2:35.5 | +5.0   | 14               |
| 15     | 11  | Jean-Pierre Jarier   | March-Ford        | 2:37.6 | +7.1   | 15               |
| 16     | 19  | Howden Ganley        | Iso-Marlboro-Ford | 2:37.6 | +7.1   | 16               |
| 17     | 10  | Arturo Merzario      | Ferrari           | 2:37.7 | +7.2   | 17               |
| 18     | 20  | Nanni Galli          | Iso-Marlboro-Ford | 2:38.7 | +8.2   | 18               |
| 19     | 12  | Mike Beuttler        | March-Ford        | 2:39.9 | +9.4   | 19               |
| 20     | 23  | Luiz Bueno           | Surtees-Ford      | 2:42.5 | +12.0  | 20               |
| Zdroj: |     |                      |                   |        |        |                  |

## Závod
| Poř.   | No. | Jezdec               | Konstruktér       | Počet kol | Čas/Odstoupení | Pořadí na startu | Body |
| ------ | --- | -------------------- | ----------------- | --------- | -------------- | ---------------- | ---- |
| 1      | 1   | Emerson Fittipaldi   | Lotus-Ford        | 40        | 1:43:55.6      | 2                | 9    |
| 2      | 3   | Jackie Stewart       | Tyrrell-Ford      | 40        | + 13.5         | 8                | 6    |
| 3      | 7   | Denny Hulme          | McLaren-Ford      | 40        | + 1:46.4       | 5                | 4    |
| 4      | 10  | Arturo Merzario      | Ferrari           | 39        | + 1 kolo       | 17               | 3    |
| 5      | 9   | Jacky Ickx           | Ferrari           | 39        | + 1 kolo       | 3                | 2    |
| 6      | 14  | Clay Regazzoni       | BRM               | 39        | + 1 kolo       | 4                | 1    |
| 7      | 19  | Howden Ganley        | Iso-Marlboro-Ford | 39        | + 1 kolo       | 16               |      |
| 8      | 16  | Niki Lauda           | BRM               | 38        | + 2 kola       | 13               |      |
| 9      | 20  | Nanni Galli          | Iso-Marlboro-Ford | 38        | + 2 kola       | 18               |      |
| 10     | 4   | François Cevert      | Tyrrell-Ford      | 38        | + 2 kola       | 9                |      |
| 11     | 17  | Carlos Reutemann     | Brabham-Ford      | 38        | + 2 kola       | 7                |      |
| 12     | 23  | Luiz Bueno           | Surtees-Ford      | 36        | + 4 kola       | 20               |      |
| Ret    | 15  | Jean-Pierre Beltoise | BRM               | 23        | Elektronika    | 10               |      |
| Ret    | 12  | Mike Beuttler        | March-Ford        | 18        | Přehřátí       | 19               |      |
| Ret    | 6   | Carlos Pace          | Surtees-Ford      | 9         | Zavěšení       | 6                |      |
| Ret    | 5   | Mike Hailwood        | Surtees-Ford      | 6         | Převodovka     | 14               |      |
| Ret    | 11  | Jean-Pierre Jarier   | March-Ford        | 6         | Převodovka     | 15               |      |
| Ret    | 2   | Ronnie Peterson      | Lotus-Ford        | 5         | Kolo           | 1                |      |
| Ret    | 18  | Wilson Fittipaldi    | Brabham-Ford      | 5         | Přehřátí       | 11               |      |
| Ret    | 8   | Peter Revson         | McLaren-Ford      | 3         | Převodovka     | 12               |      |
| Zdroj: |     |                      |                   |           |                |                  |      |

## Průběžné pořadí po závodě
Pohár jezdců
|        | Pořadí | Jezdec             | Body |
| ------ | ------ | ------------------ | ---- |
|        | 1      | Emerson Fittipaldi | 18   |
| 1      | 2      | Jackie Stewart     | 10   |
| 1      | 3      | François Cevert    | 6    |
| 1      | 4      | Denny Hulme        | 6    |
| 1      | 5      | Jacky Ickx         | 5    |
| Zdroj: |        |                    |      |

Pohár konstruktérů
|        | Pořadí | Konstruktér  | Body |
| ------ | ------ | ------------ | ---- |
|        | 1      | Lotus-Ford   | 18   |
|        | 2      | Tyrrell-Ford | 12   |
| 1      | 3      | McLaren-Ford | 6    |
| 1      | 4      | Ferrari      | 6    |
| 1      | 5      | BRM          | 1    |
| Zdroj: |        |              |      |